# Fédération d'Estonie de basket-ball
La Fédération d'Estonie de Basket-ball (Eesti Korvpalliliit ou EKL) est une association, fondée en 1992, chargée d'organiser, de diriger et de développer le basket-ball en Estonie, d'orienter et de contrôler l'activité de toutes les associations ou unions d'associations s'intéressant à la pratique du basket-ball.
L'EKL représente le basket-ball auprès des pouvoirs publics ainsi qu'auprès des organismes sportifs nationaux et internationaux et, à ce titre, l'Estonie dans les compétitions internationales. Elle défend également les intérêts moraux et matériels du basket-ball estonien. Elle est affiliée à la Fédération internationale de basket-ball amateur (FIBA) depuis 1992.